# Горобиновий сік

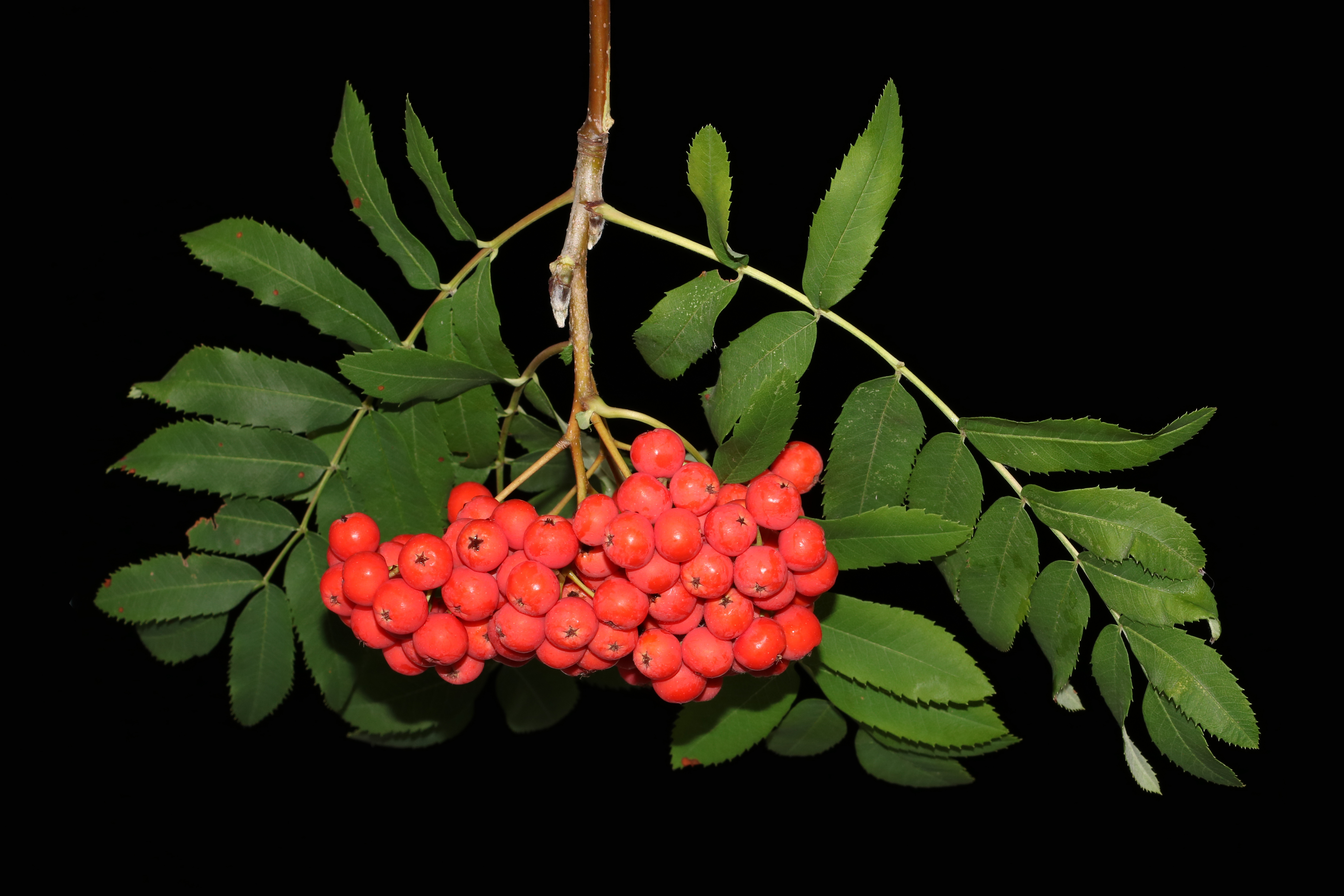
Гроно горобини

Горобиновий сік — натуральний (без додавання цукру) або підсолоджений прозорий сік із свіжих ягід горобини.
Найбільш підходящі сорти для приготування горобинового соку — гранатна, лікерна, десертна та ніжинська. Крім чистого горобинового, в СРСР випускали купажовані соки з іншими плодовими або ягідними соками. Горобиновий сік фасують у герметичну скляну або бляшану тару, і стерилізують ємністю до 3 літрів. Горобиновий сік використовується для приготування сиропів, екстрактів та в лікеро-горілчаному виробництві. Сироп готують із соку з додаванням цукру без води та використовують у виробництві напоїв, сухих киселів та кондитерських виробів. Горобиновий екстракт отримують уварюванням без додавання цукру, кислот, барвників та ароматичних речовин.